# Pfarrwiese (Naturschutzgebiet)
Koordinaten: 50° 23′ 54″ N, 11° 58′ 23″ O
Das Naturschutzgebiet Pfarrwiese liegt im Vogtlandkreis in Sachsen. Es erstreckt sich südwestlich von Krebes, einem Ortsteil der Gemeinde Weischlitz, entlang  der am westlichen Rand des Gebietes verlaufenden Landesgrenze zu Bayern. Am südlichen Rand des Gebietes verläuft die A 72, westlich fließt der Heubach, ein linker Zufluss der Nördlichen Regnitz, südöstlich erstreckt sich das 47 ha große Naturschutzgebiet Himmelreich.

## Bedeutung
Das 50 ha große Gebiet mit der NSG-Nr. C 69 wurde im Jahr 1991 unter Naturschutz gestellt.